# Saint-Affrique-les-Montagnes

Saint-Affrique-les-Montagnes este o comună în departamentul Tarn din sudul Franței. În 2009 avea o populație de 721 de locuitori.

## Evoluția populației
| An        | 1975 | 1982 | 1990 | 1999 | 2006 | 2009 |
| --------- | ---- | ---- | ---- | ---- | ---- | ---- |
| Populație | 311  | 351  | 438  | 600  | 706  | 721  |